# Silene seoulensis
Silene seoulensis är en nejlikväxtart som beskrevs av Takenoshin Nakai. Silene seoulensis ingår i släktet glimmar, och familjen nejlikväxter. Utöver nominatformen finns också underarten S. s. angustata.